# Canisca I
Canisca I (em greco-bactriano: Kanēške; em brami: Kā-ṇi-ṣka; em sânscrito: कनिष्क; m. 150) foi um rei (basileu) do Império Cuchana de 127 a 150, em sucessão de Vima Cadefises (r. 100/5–127).